# ألين جونز (رسام)
ألين جونز (بالإنجليزية: Allen Jones) (و. 1937  م) هو رسام، ونحات بريطاني، ولد في ساوثهامبتون، شارك في معرض دوكومنتا الثالث ‏، ومعرض دوكومنتا الرابع ‏، هو عضوٌ في الأكاديمية الملكية للفنون.

## التعليم
تعلم في جامعة مدلسكس
.

## روابط خارجية
- ألين جونز على موقع مونزينجر (الألمانية)